# Wilhelm Schimper
Georg Heinrich Wilhelm Schimper, född den 19 augusti 1804 i Reichenschwand, död i oktober 1878 i Adua i Abessinien, var en tysk botaniker, bror till Karl Friedrich Schimper, kusin till Wilhelm Philipp Schimper.

## Biografi
Schimper gjorde för den Hochstetterska reseföreningens räkning en botanisk resa till södra Frankrike och Algeriet 1831-32 och utforskade sedan 1834 under flera års resor Egypten, varefter han genomreste Abessinien. 
Han utnämndes till ståthållare i en av detta lands provinser, men råkade under inbördeskriget på 1840-talet i mångårig fångenskap. Till den naturvetenskapliga kännedomen om Östafrika lämnade Schimper betydande bidrag, och flera europeiska institutioner mottog av honom samlingar av stort värde.

Auktorsnamnet G.W.Schimp. kan användas för Wilhelm Schimper i samband med ett vetenskapligt namn inom botaniken; se Wikipediaartiklar som länkar till auktorsnamnet.